# Кымпулунг-Молдовенеск
Кымпулунг-Молдовенеск (рум. Câmpulung Moldovenesc) — город в Румынии, в жудеце Сучава.

## Население
На 2007 год население города составляет 19992 человек.
Национальный состав:
- Румыны — 98,31%
- Немцы — 0,59%
- Цыгане — 0,49%
- Украинцы — 0,29%
- Венгры — 0,17%
- Прочие — 0,16%

## Известные люди
- Левин, Лейбу — исполнитель еврейских песен, чтец, композитор-песенник.
- Паргель, Анка — румынская джазовая певица.
- Шпигельблат, Александр (1927—2013) — еврейский поэт и прозаик.
- Аркадий (Чуперкович) — митрополит.
  - Цуркану, Эуджен (1925—1954) — преступник.

## Города-побратимы
- Домброва-Гурнича (Польша)